# 愛德蒙·克萊里休·班特萊
愛德蒙·克萊里休·班特萊（英語：Edmund Clerihew Bentley；1875年7月10日—1956年3月20日）是一位英語小說家，也是克萊里休詩發明者。

## 生平
愛德蒙·克萊里休·班特萊出生於倫敦，就讀於聖保羅學院和牛津大學墨頓學院。他的父親約翰·埃德蒙·班特萊是公務員，也英式橄欖球員，在1871年參加第一次國際比賽（英格蘭對蘇格蘭）。
他的偵探小說《褚蘭特最後一案》（Trent's Last Case）（1913年）備受讚揚，桃樂絲·榭爾絲受到其影響。

## 外部連結
- Edmund Clerihew Bentley的作品  - 古騰堡計劃
- Illustrated Bibliography of 1st Editions  （页面存档备份，存于）
- A web page about Bentley, with some clerihews and some biographical information on Bentley himself